# Wichmann (Mondkrater)
Wichmann ist ein relativ kleiner, schüsselförmiger Einschlagkrater auf der westlichen Mondvorderseite in der Ebene des Oceanus Procellarum, nordöstlich des Kraters Letronne und nordwestlich von Herigonius.
| Buchstabe | Position          | Durchmesser | Link |
| --------- | ----------------- | ----------- | ---- |
| A         | 7,38° S, 36,95° W | 6 km        |      |
| B         | 7,15° S, 39,24° W | 5 km        |      |
| C         | 4,68° S, 37,47° W | 3 km        |      |
| D         | 5,43° S, 36,14° W | 3 km        |      |
| R         | 6,64° S, 38,95° W | 64 km       |      |

Der Krater wurde 1935 von der IAU nach dem deutschen Astronomen Moritz Ludwig Georg Wichmann offiziell benannt.